# Пурново
Пурново (фин. Purnu) — упразднённая деревня на территории Романовского сельского поселения Всеволожского района Ленинградской области.

## Географическое положение
Находилась к востоку от автодороги Токсово — Волоярви, проходящей по территории Ржевского артиллерийского полигона в месте пересечения её рекой Морье.

## История
Впервые упоминается в Писцовой книге Водской пятины 1500 года как пять смежных деревень Пурноселка в Ильинском Келтушском погосте Ореховского уезда.
Первые картографические упоминания деревни — селение Pernasälka на карте Нотебургского лена, начерченной с оригинала первой трети XVII века в 1699 году и селение Pernuselkä на карте Ингерманландии А. И. Бергенгейма, составленной в 1676 году.
На шведской «Генеральной карте провинции Ингерманландии» 1704 года она отмечена как деревня Kavonitsa.
Как деревня Кавоница она обозначена на «Географическом чертеже Ижорской земли» Адриана Шонбека 1705 года.
Упоминается на карте Санкт-Петербургской губернии Я. Ф. Шмидта 1770 года как деревня Пурково .
Согласно «Карте окружности Санкт-Петербурга» А. М. Вильбрехта 1792 года деревня также называлась Пурково, а на карте Санкт-Петербургской губернии прапорщика Н. Соколова, того же года — Пурнова.
Затем как деревня Пурнова она упоминается на «карте окружности Санкт-Петербурга» 1810 года.
На карте Санкт-Петербургской губернии Ф. Ф. Шуберта 1834 года деревня впервые обозначена как несколько смежных посёлков или частей: Ус-Кюля, Терасюйст, Сузик — 2 посёлка, Нуэ — 2 посёлка, Орбани, Варайюн, Всеволово, Киуру, Тейкимост, Павелан, Колка, Азикан, Марты. На реке Морье была водяная мельница.

ПУРНОВА — деревня принадлежит Ведомству коменданта Санкт-Петербургской крепости, число жителей по ревизии: 147 м. п., 165 ж. п.. (1838 год)

На Плане генерального межевания Шлиссельбургского уезда деревня названа  Пурнова.
В 1844 году деревня Пурнова насчитывала 23 крестьянских двора.
На этнографической карте Санкт-Петербургской губернии П. И. Кёппена 1849 года она обозначена как деревня Purnu, расположенная в ареале расселения эвремейсов. В пояснительном тексте к этнографической карте деревня записана как Purnu (Пурнова) и указано количество её жителей деревни на 1848 год: эвремейсов — 156 м. п., 168 ж. п., всего 324 человека.

ПУРКОВА — деревня Ведомства коменданта Санкт-Петербургской крепости, по просёлочной дороге, число дворов — 36, число душ — 160 м. п. (1856 год)

Число жителей деревни по X-ой ревизии 1857 года: 175 м. п., 188 ж. п..

ПУРНОВО — деревня Комендантского ведомства при речке Пурновке, состоит из деревень: Вараюн, Орбана, Всеволово, Сузик, Павеланьнуэ, Искюля, Терявайст, Киуру, Гейкилюст, Литкене, Азикань и Киура; число дворов — 50, число жителей: 169 м. п., 168 ж. п. (1862 год)

Согласно карте из «Исторического атласа Санкт-Петербургской Губернии» 1863 года деревня Пурнова состояла из посёлков: Ус-Кюля, Терявайст, Павелан Нуа, Сузик, Орбано, Варайюн, Всевололово, Киуру — 2 посёлка, Гейкилюйст, Азикань и Литкене. В деревне, на левом берегу реки Морье, обозначена церковь.
Согласно подворной переписи 1882 года в деревне проживали 63 семьи, число жителей: 201 м. п., 190 ж. п.; лютеране: 196 м. п., 186 ж. п.; разряд крестьян — ведомства Санкт-Петербургского коменданта.
Сборник Центрального статистического комитета описывал её так:

ПУРНОВА — деревня бывшая владельческая при речке Пурновской, дворов — 65, жителей — 363; лавка. (1885 год)

По данным Материалов по статистике народного хозяйства в Шлиссельбургском уезде от 1885 года, 35 крестьянских дворов в деревне (или 55 % всех дворов), занимались метёлочным промыслом.
В конце XIX — начале XX века деревня административно относилась к Токсовской волости 4-го земского участка 2-го стана Шлиссельбургского уезда Санкт-Петербургской губернии. Население деревни было однородным — финским.

ПУРНОВО — деревня, состоит из поселков: Пурнунмяки (Пуркумяки), Корвимяки (Корвомяки, Корпиламяки), Хейкилямяки, Теревяйземяки, Ямомяки (1896 год)

По данным «Памятной книжки Санкт-Петербургской губернии» за 1905 год деревня Пурново входила в состав Пурновского сельского общества.

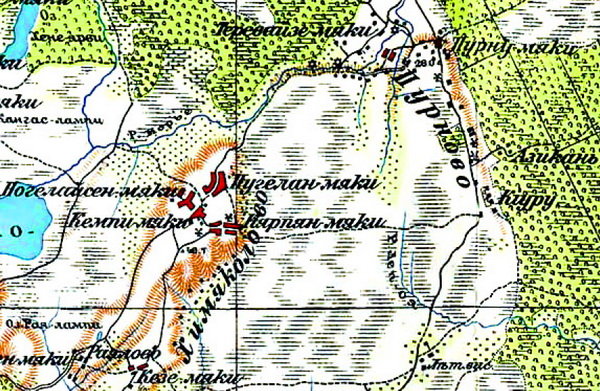
Деревня Пурново на карте 1909 года

Согласно «Карте окрестностей Санкт-Петербурга» 1909 года деревня Пурново состояла из четырёх посёлков: Теревяйземяки, Пурнумяки, Азикань и Киуру. В деревне находились три ветряных и три водяных мельницы.
В деревне была своя начальная школа. В 1910—1911 учебном году в школе учились 27 мальчиков и 17 девочек, учителем работал выпускник Колпанской семинарии Н. Кийянен.
По данным финского этнографа Самули Паулахарью, побывавшего в деревне Пурново в 1911 году, в деревне до начала XX века находилась «святая берёза», у которой местные жители проводили языческие обряды. Хозяйки приносили берёзе жертву молоком или продуктами, мужчины жертвовали деньги или табак.
С 1917 по 1923 год деревня входила в состав Химаколовского сельсовета Токсовской волости Шлиссельбургского уезда.
С февраля 1923 года в составе Ленинградского уезда.
Согласно переписи населения СССР 1926 года:

ПУРНУ (ХИМАККАЛА) — посёлок Химаккаловского сельсовета Токсовской волости Ленинградского уезда, 18 хозяйств, 170 душ, все ингерманландцы. (1926 год)

С февраля 1927 года в составе Куйвозовской волости, с августа 1927 года в составе Куйвозовского финского национального района.
В 1928 году население деревни Пурново составляло 100 человек.

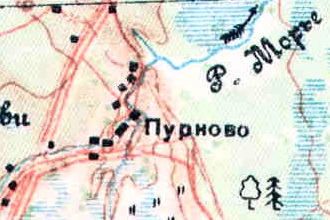
Деревня Пурново на карте 1932 года

По административным данным 1933 года деревня Пурново относилась к Химакаловскому финскому национальному сельсовету Куйвозовского финского национального района.
С марта 1936 года в составе Токсовского района. До 1936 года — место компактного проживания ингерманландских финнов. В течение мая-июля 1936 года жители деревни были выселены в восточные районы Ленинградской области. Выселение гражданского населения из приграничной местности осуществлялось в Бабаевский, Боровичский, Вытегорский, Кадуйский, Ковжинский, Мошенской, Мяксинский, Пестовский, Петриневский, Пришекснинский, Устюженский, Хвойнинский, Чагодощенский, Череповецкий и Шольский районы. В настоящее время они входят в состав Вологодской и Новгородской областей.
С 1 января 1939 года, согласно областным административным данным, в деревне нет постоянного населения. В материалах переписи населения 1939 года деревня Пурново отсутствует.
Сейчас — урочище Пурново.

## Фото

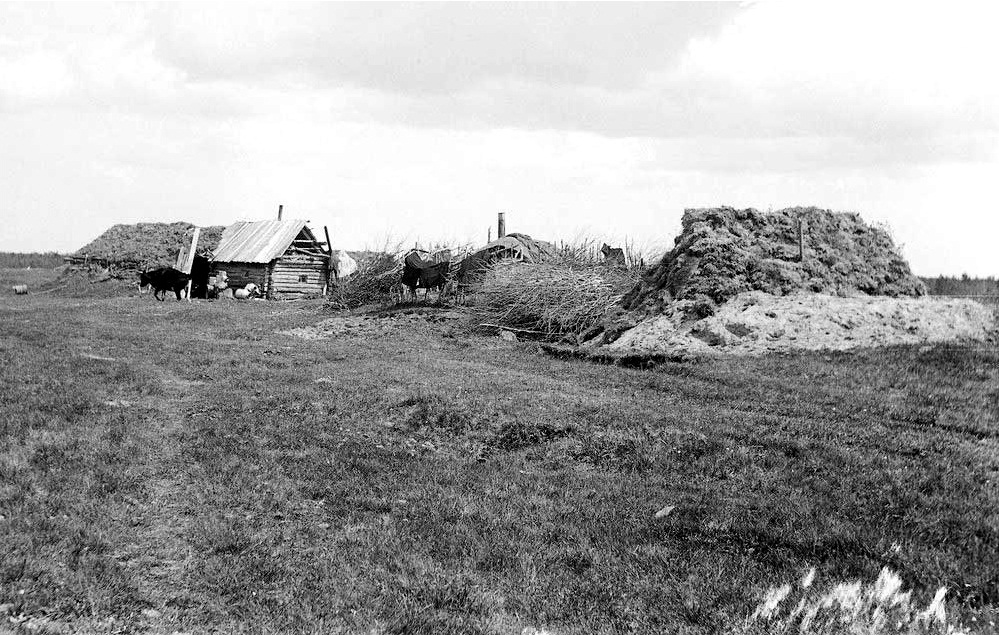
Пурново (Киуру). 1911 год
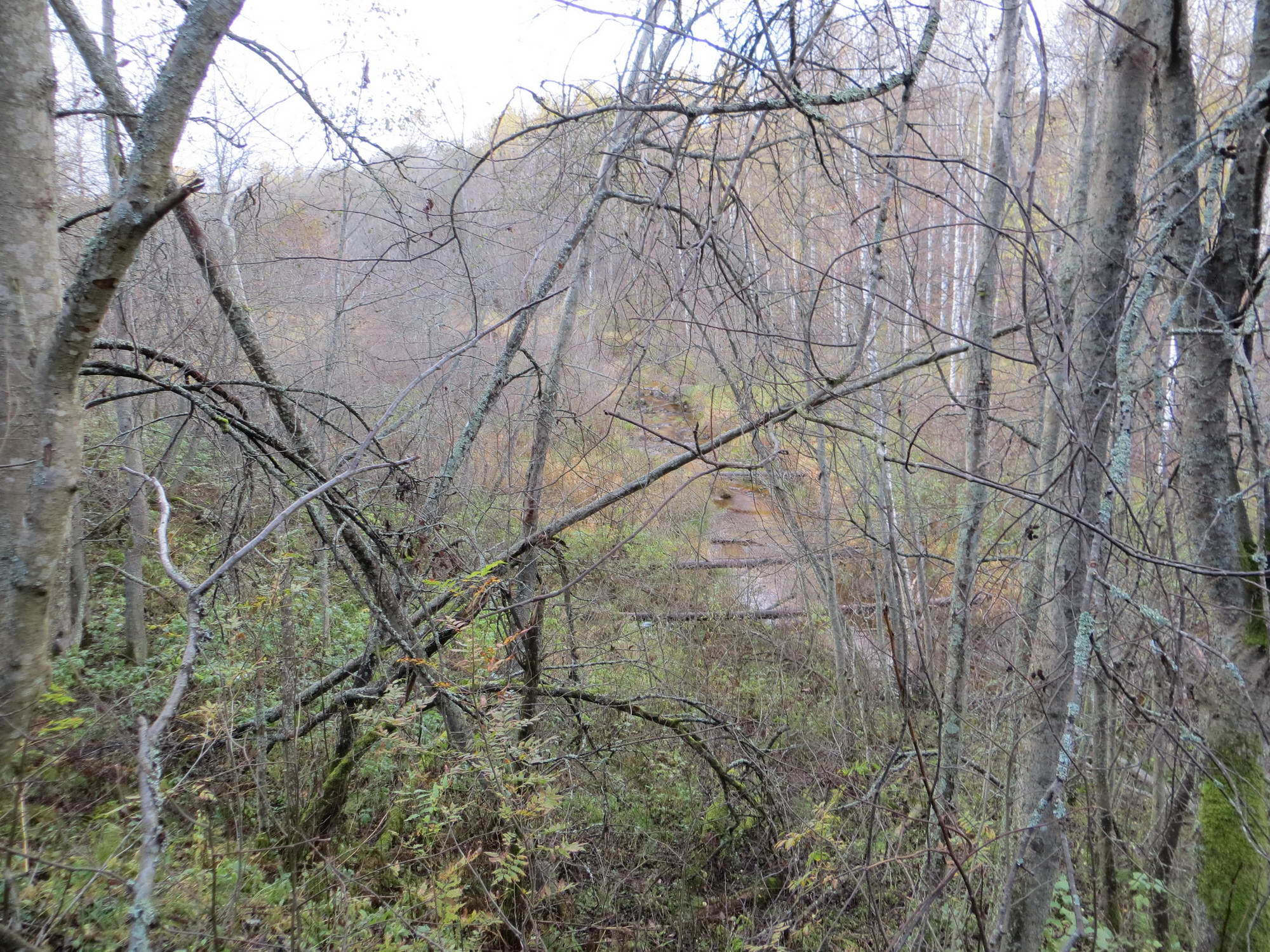
Урочище Пурново. 2015 год
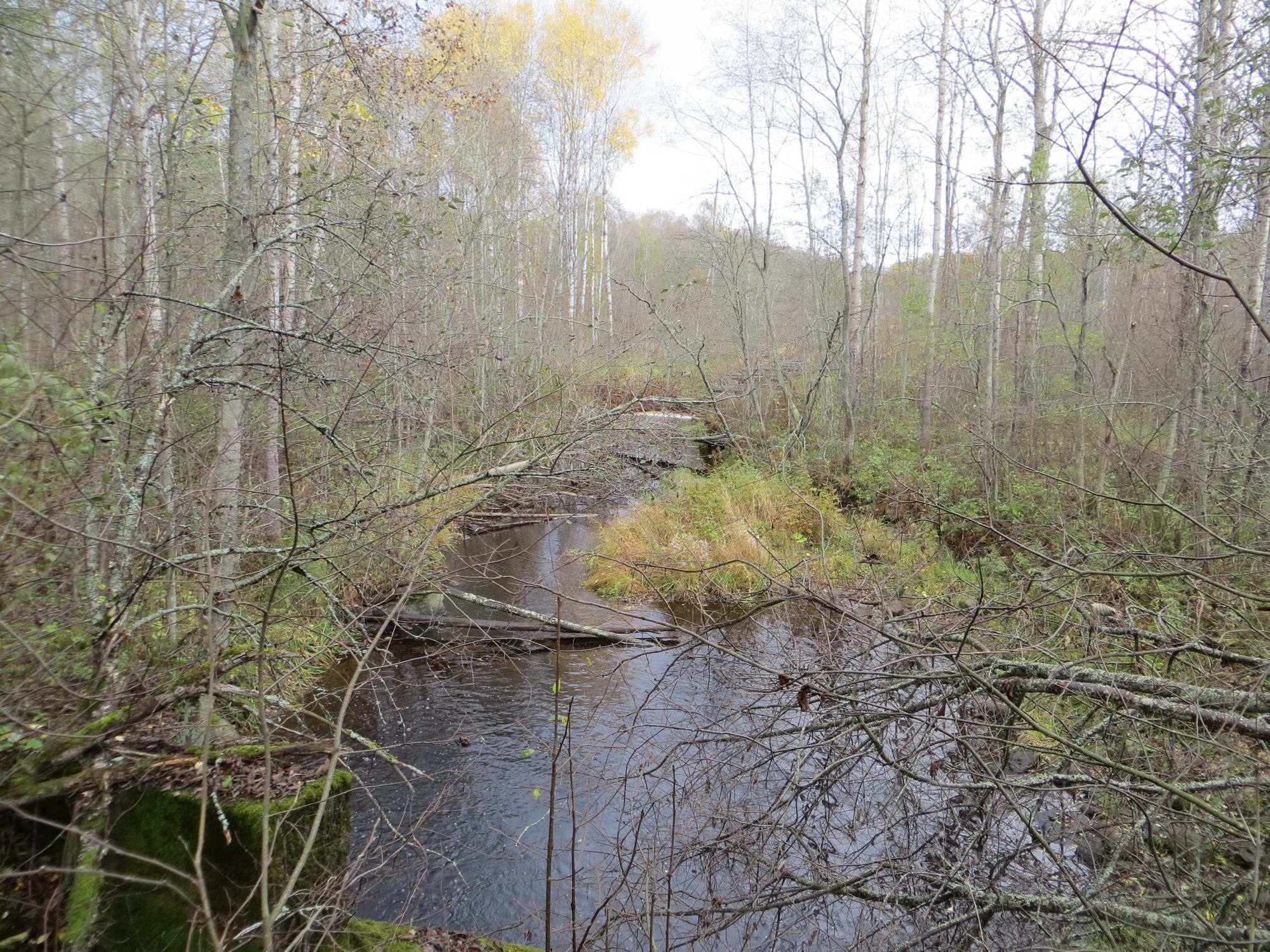
Река Морье в Пурново. 2015 год